# Joseph Tanner
Joseph Richard "Joe" Tanner (Danville, 21 januari 1950) is een voormalig Amerikaans ruimtevaarder. Tanner zijn eerste ruimtevlucht was STS-66 met de spaceshuttle Atlantis en vond plaats op 3 november 1994. Tijdens de missie werd onderzoek gedaan met behulp van ATLAS-3 (Atmospheric Laboratory for Applications and Sciences).
Tanner maakte deel uit van NASA Astronautengroep 14. Deze groep van 24 ruimtevaarders begon hun training in 1992 en had als bijnaam The Hogs.
In totaal heeft Tanner vier ruimtevluchten op zijn naam staan, waaronder een missie naar de Hubble-ruimtetelescoop en meerdere naar het Internationaal ruimtestation ISS. Tijdens zijn missies maakte hij zeven ruimtewandelingen. In 2008 verliet hij NASA en ging hij als astronaut met pensioen. 